# Cimetière de Mailly-le-Château
Le cimetière de Mailly-le-Château est un cimetière situé en France à Mailly-le-Château (Yonne).

## Localisation
Le cimetière est situé dans le département français de l'Yonne, sur la commune de Mailly-le-Château.

## Historique
L'édifice est inscrit au titre des monuments historiques en 1939.

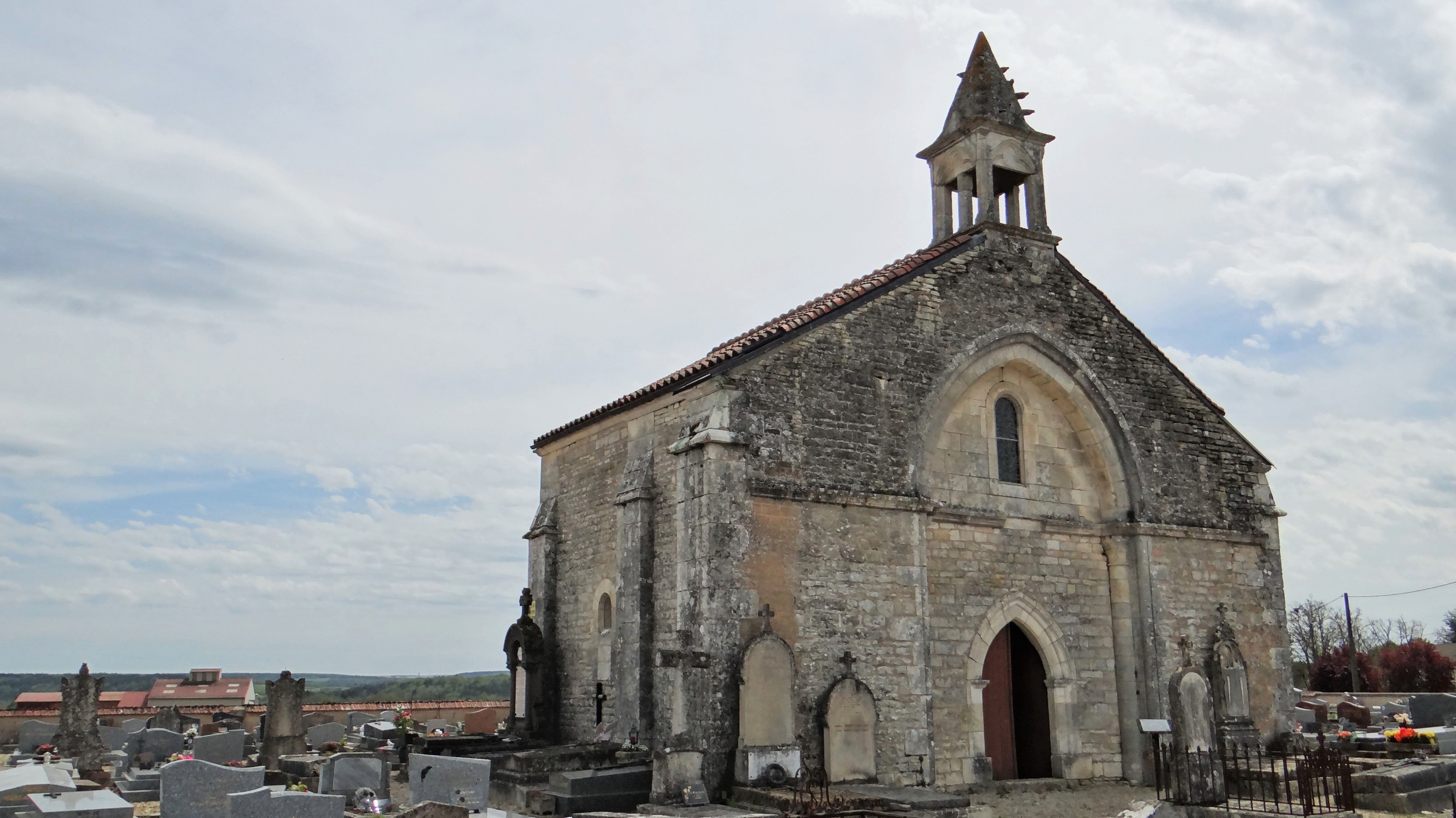
Chapelle St. Siméon (XIIe siècle).
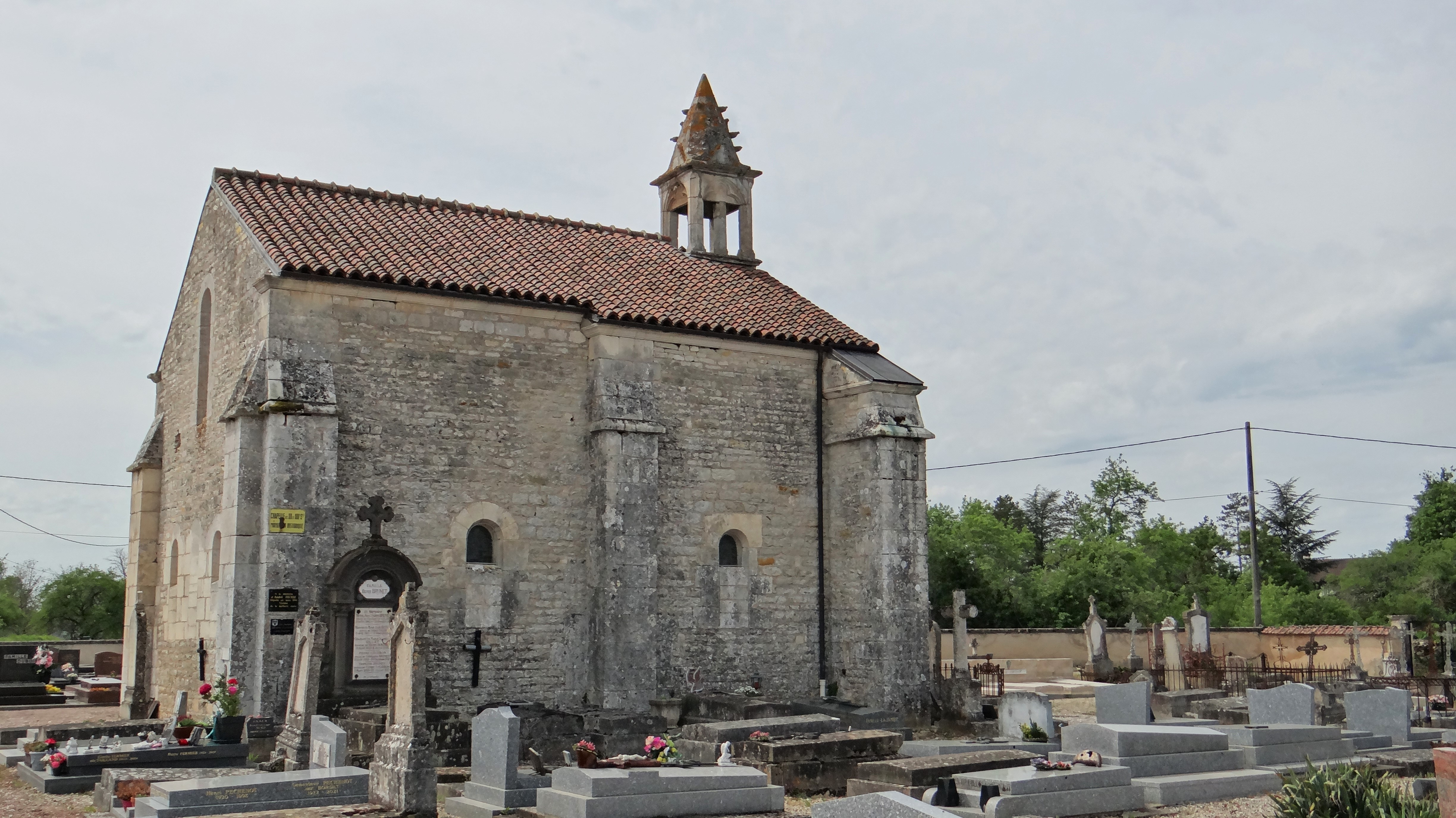
Chapelle St. Siméon (XIIe siècle).
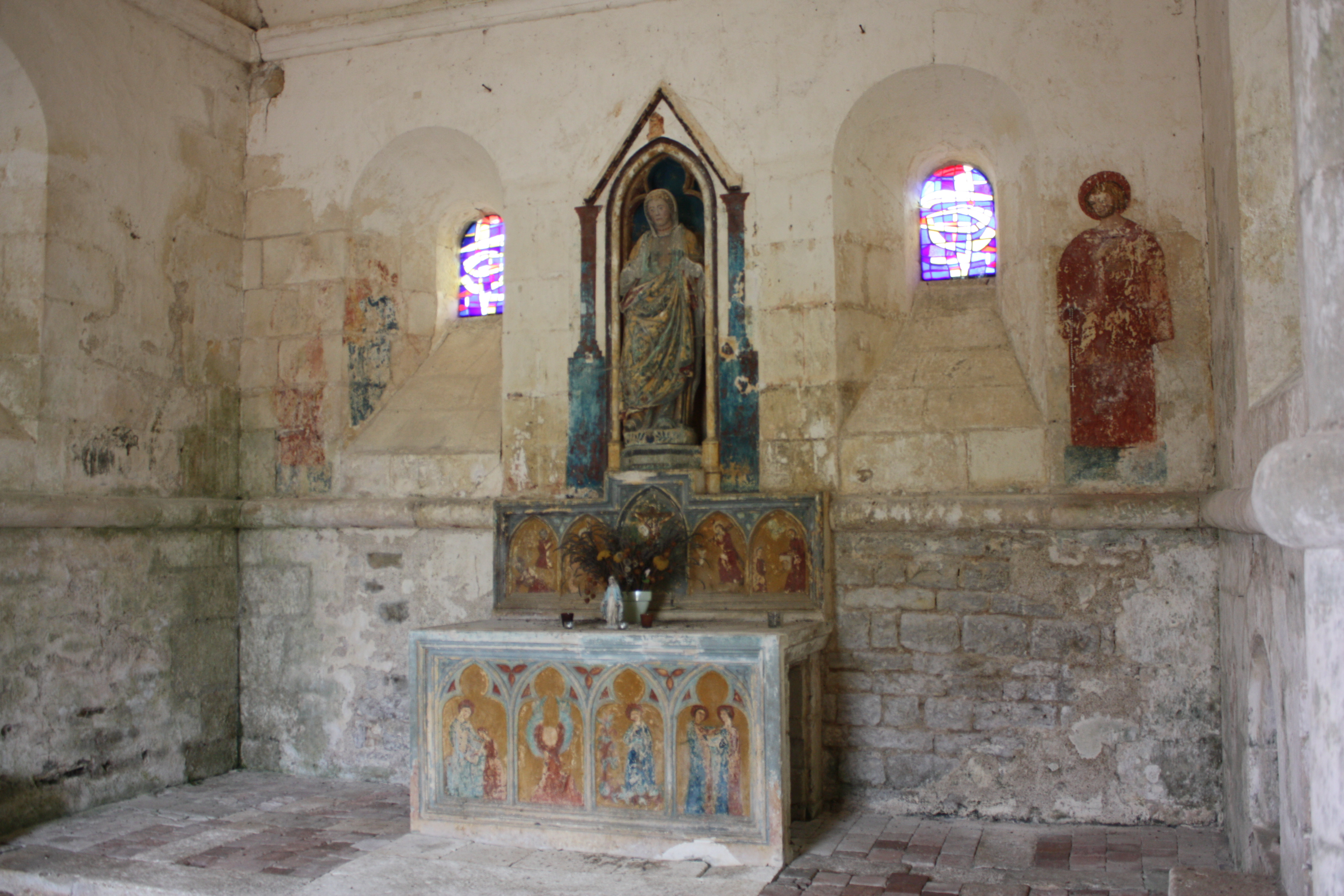
Fresques dans la chapelle St. Siméon (XIIe siècle).
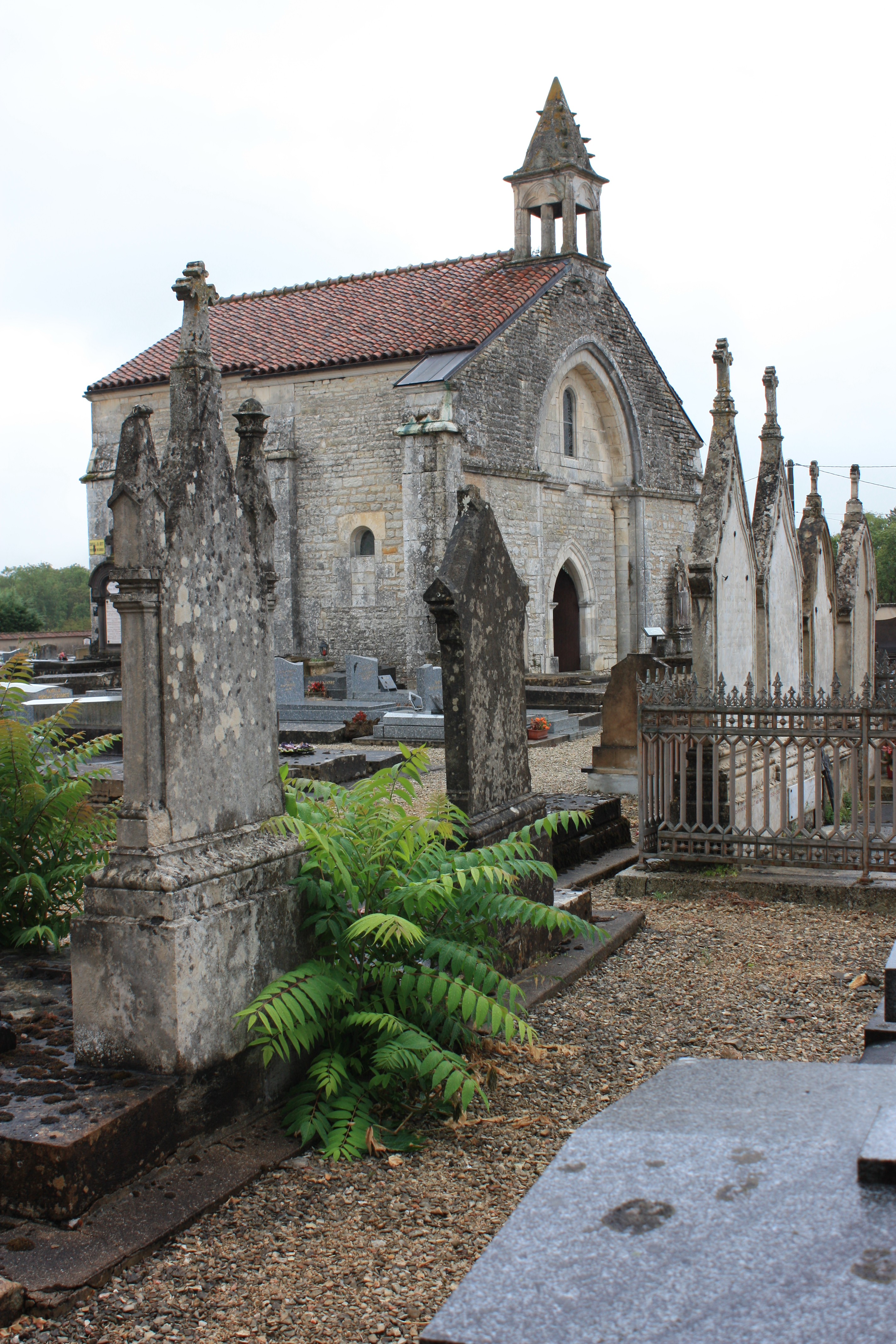
Cimetière et chapelle.